# Tiffany (luchadora)
Xóchitl Leyva Sánchez (20 de febrero de 1973) es una luchadora profesional mexicana, más conocida bajo el nombre de Tiffany quien trabaja actualmente en el Consejo Mundial de Lucha Libre (CMLL). Es muy conocida por haber competido en Asistencia Asesoría y Administración (AAA)
Dentro de sus logros, Sánchez ha sido tres vez Campeona Reina de Reinas de AAA y una vez Campeona Mundial en Parejas Mixto de AAA con Chessman.

## Carrera

### Asistencia Asesoría y Administración (1997-2010)
En 1997, Tiffany hizo su debut en AAA, trabajando principalmente como heel. El 20 de abril de 2000, Tiffany puso fin al reinado de cuatro años y medio de Martha Villalobos como Campeona Nacional Femenil en un espectáculo en San Luis Potosí. En 2001, compitió en su primer torneo Reina de Reinas AAA pero fue eliminada por la eventual ganadora del torneo Lady Apache. Más tarde ese año, comenzó una rivalidad con Pimpinela Escarlata, un luchador exótico, la rivalidad que llevó a ambos luchadores a apostar su cabellera en el resultado de una Lucha de Apuestas en el Verano de Escándalo de 2001. El combate terminó en empate y, como resultado, ambos luchadores quedaron rapados. Su reinado como Campeonato Nacional Femenil lo perdió el 5 de mayo de 2002, cuando Lady Apache la derrotó por el título. En febrero de 2003, Tiffany derrotó a Lady Apache en la final del torneo Reina de Reinas de 2003, su primera gran victoria en AAA. El 16 de septiembre de 2003, Tiffany se asoció con Chessman para derrotar al equipo formado por marido y mujer de Electroshock y Lady Apache para ganar el Campeonato Mundial en Parejas Mixto de AAA. El dúo mantuvo el Campeonato en Parejas Mixtas hasta el 1 de agosto de 2004, donde el equipo padre/hija de Gran Apache y Faby Apache les ganó el campeonato.

### Consejo Mundial de Lucha Libre (2010-presente)
El 12 de abril de 2010, un contingente de exluchadores de AAA, incluidos Psicosis II, Histeria, Maniaco, El Alebrije y Cuije, se presentaron durante un show del Consejo Mundial de Lucha Libre (CMLL) en Puebla, Puebla, iniciando una rivalidad de "Invasión" donde los exluchadores de AAA Los luchadores representarían la historia de que Los Invasores llegaron al CMLL para demostrar que el grupo AAA era superior. Los Invasores prometieron una sorpresa para el CMLL como parte del Show 1er Aniversario de Promociones Gutiérrez, la cual resultó ser Tiffany, saltando de AAA para unirse a Las Invasoras (versión femenina de Los Invasores) junto a Estrellita, Tiffany, Estrellita y Rossy Moreno perdieron ante el equipo de Lady Apache, Lluvia y Marcela por descalificación cuando Las Invasoras fueron sorprendidas quitándole la máscara a Lluvia. Después del evento, solo se hizo referencia a la rivalidad de Las Invasoras durante un par de meses, lo que hizo la transición de Tiffany y Estrellita a la división femenina del CMLL. El 26 de junio de 2012, Tiffany fue una de las 10 luchadoras que arriesgaron su máscara o su cabello dentro de una jaula de acero en el evento principal del Infierno en el Ring. Tiffany escapó de la jaula y observó desde afuera cómo la Princesa Blanca derrotaba y desenmascaraba a Goya Kong.

## Campeonatos y logros
- Asistencia Asesoría y Administración
  - Campeonato Reina de Reinas de AAA (3 veces)[3][7][8]
  - Campeonato Mundial en Parejas Mixto de AAA (1 vez) - con Chessman[3]
  - Reina de Reinas (2005 y 2007)

- Comisión de Box y Lucha DF
  - Campeonato Nacional Femenil (2 veces)[1][2]

- Kaoz Lucha Libre
  - Kaoz Women's Championship (1 vez)[9]